# Politique dans la Mayenne
Pour un article plus général, voir Politique dans les Pays de la Loire.
Le département de la Mayenne est administré par le conseil départemental de la Mayenne, constitué des conseillers départementaux représentant chaque canton du département : le préfet et localement par les maires des communes regroupées en communautés de communes.
La Mayenne, composée de 261 communes, est découpée en 3 circonscriptions législatives et en 3 arrondissements, puis en 16 intercommunalités, puis en 32 cantons.

## Représentation politique et administrative

### Préfets et arrondissements

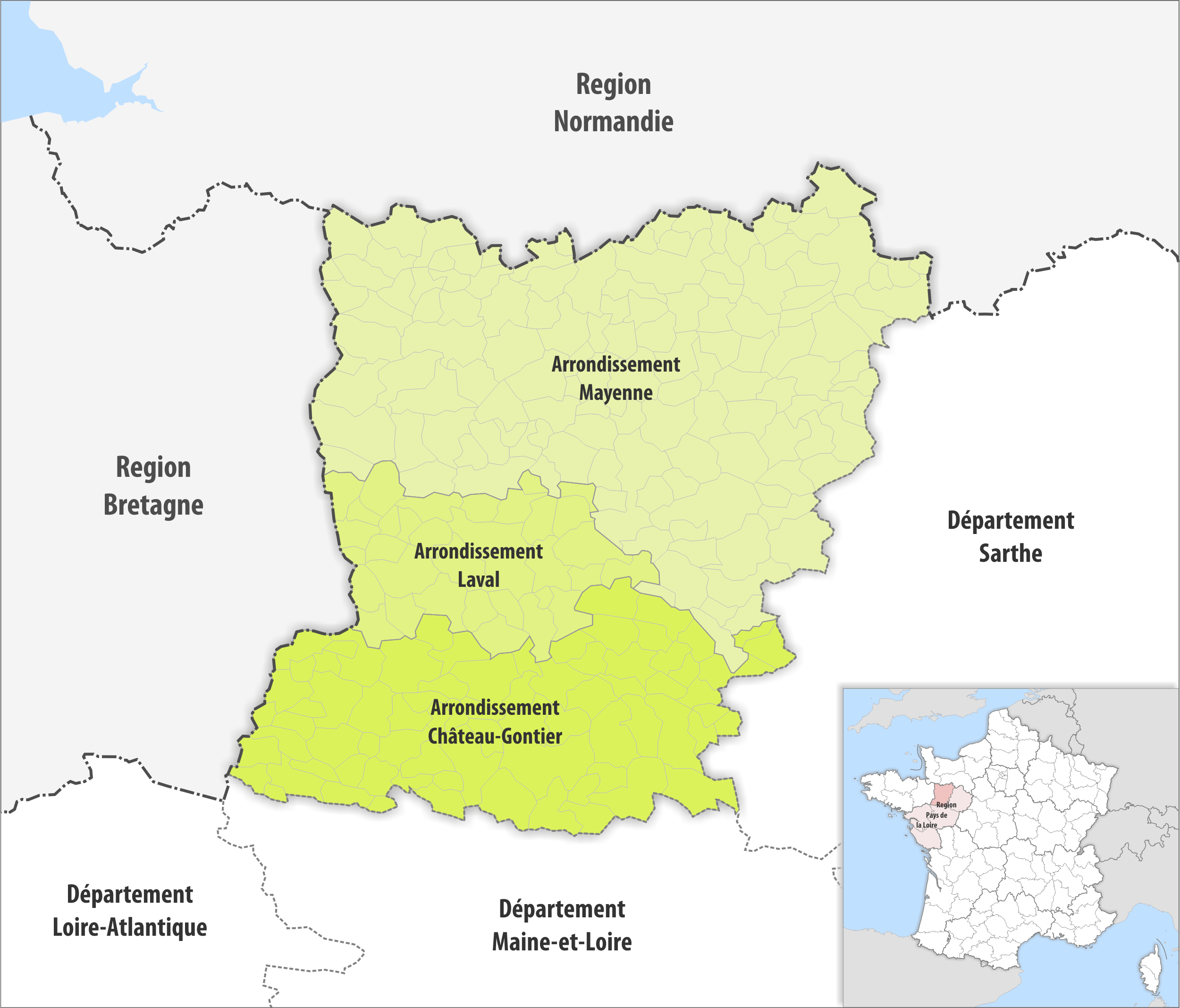
Arrondissements

Il y a trois arrondissements dans la Mayenne, et chaque arrondissement, administré par un préfet ou un sous-préfet, et composé de plusieurs cantons :
- L'arrondissement de Château-Gontier composé des cantons de Bierné, de Château-Gontier-Est, de Château-Gontier-Ouest, de Cossé-le-Vivien, de Craon, de Grez-en-Bouère et de Saint-Aignan-sur-Roë, est administré par un sous-préfet.
- L'arrondissement de Laval composé des cantons d'Argentré, de Chailland, d'Évron, de Laval-Est, de Laval-Nord-Est, de Laval-Nord-Ouest, de Laval-Saint-Nicolas, de Laval-Sud-Ouest, de Loiron, de Meslay-du-Maine, de Montsûrs, de Saint-Berthevin et de Sainte-Suzanne, est administré par le préfet de département.
- L'arrondissement de Mayenne composé des cantons d'Ambrières-les-Vallées, de Bais, de Couptrain, d'Ernée, de Gorron, du Horps, de Landivy, de Lassay-les-Châteaux, de Mayenne-Est, de Mayenne-Ouest, de Pré-en-Pail et de Villaines-la-Juhel, est administré par un sous-préfet.

|              | Identité            | Circonscription administrative | Anciennes fonctions                                                            |
| ------------ | ------------------- | ------------------------------ | ------------------------------------------------------------------------------ |
| Préfet       | Marie-Aimée Gaspari | Mayenne                        | Présidente de la Chambre régionale des comptes Occitanie                       |
| Sous-préfets | Norchen Chenoufi    | Arr. de Château-Gontier        | Directrice de projet politiques sociales à la Collectivité européenne d'Alsace |
| Sous-préfets | Arnaud Benoit       | Arr. de Mayenne                | Chef de la subdivision administrative des îles Tuamotu-Gambier                 |

### Députés européens
Valérie Hayer, députée européenne sortante et tête de liste de la majorité présidentielle, est reconduite dans ses fonctions. Cette dernière est par ailleurs présidente du groupe Renew Europe au Parlement européen depuis 2024. 
| Nom | Nom           | Parti | Liste           | Groupe            |
| --- | ------------- | ----- | --------------- | ----------------- |
|     | Valérie Hayer | RE    | Besoin d'Europe | Renew Europe (RE) |

### Députés et circonscriptions législatives
Depuis le nouveau découpage électoral, le département comprend trois circonscriptions regroupant les cantons suivants :
- 1re circonscription : Argentré, Bais, Évron, Laval-Est, Laval-Nord-Est, Laval-Saint-Nicolas, Laval-Sud-Ouest, Montsûrs, Pré-en-Pail, Villaines-la-Juhel.
- 2e circonscription : Bierné, Château-Gontier-Est, Château-Gontier-Ouest, Cossé-le-Vivien, Craon, Grez-en-Bouère, Laval-Nord-Ouest, Meslay-du-Maine, Saint-Aignan-sur-Roë, Saint-Berthevin, Sainte-Suzanne.
- 3e circonscription : Ambrières-les-Vallées, Chailland, Couptrain, Ernée, Gorron, Le Horps, Landivy, Lassay-les-Châteaux, Loiron, Mayenne-Est, Mayenne-Ouest.

À la suite du redécoupage des cantons de 2014, les circonscriptions législatives ne sont plus composées de cantons entiers mais continuent à être définies selon les limites cantonales en vigueur en 2010. Les circonscriptions sont ainsi composées des cantons actuels suivants :
- 1re circonscription : cantons de Bonchamp-lès-Laval (sauf commune de Sacé), Évron (sauf commune de de La Bazouge-des-Alleux), L'Huisserie (sauf communes d'Ahuillé, L'Huisserie, Montigné-le-Brillant et Nuillé-sur-Vicoin), Laval-1, Laval-2 (sauf quartiers Sainte-Catherine, Hilard et Grenoux), Laval-3, Saint-Berthevin (sauf commune de Saint-Berthevin) et Villaines-la-Juhel (16 communes), communes de Jublains et de La Chapelle-Rainsouin.
- 2e circonscription : Château-Gontier-sur-Mayenne-1, Château-Gontier-sur-Mayenne-2, Cossé-le-Vivien, Laval-2 (quartiers Sainte-Catherine, Hilard et Grenoux) et Meslay-du-Maine (sauf commune de La Chapelle-Rainsouin), communes d'Ahuillé, L'Huisserie, Montigné-le-Brillant, Nuillé-sur-Vicoin et Saint-Berthevin.
- 3e circonscription : Ernée, Gorron, Lassay-les-Châteaux (sauf commune de Jublains), Loiron-Ruillé, Mayenne et Villaines-la-Juhel (10 communes), commune de La Bazouge-des-Alleux et Sacé.

Circonscriptions et affiliations à l'issue des élections de 2024.

| Circ. | Nom                    |  | Parti | Groupe                                           | Suppléant         |
| ----- | ---------------------- |  | ----- | ------------------------------------------------ | ----------------- |
| 1re   | Guillaume Garot        |  | PS    | Socialistes et apparentés                        | Isabelle Fougeray |
| 2e    | Géraldine Bannier      |  | MoDem | Les Démocrates                                   | Michel Cosme      |
| 3e    | Yannick Favennec-Bécot |  | HOR   | Libertés, indépendants, outre-mer et territoires | Bruno Lestas      |

### Sénateurs
Depuis les élections sénatoriales de 2023, les arrondissements de la Mayenne sont représentées par les deux sénateurs suivants :
|  | Identité              | Étiquette | Groupe | Première élection | Autres mandats (passés ou actuels)                      |
|  | --------------------- | --------- | ------ | ----------------- | ------------------------------------------------------- |
|  | Guillaume Chevrollier | LR        | REP    | septembre 2017    | Député de la Mayenne (2012 → 2017)                      |
|  | Élisabeth Doineau     | UDI       | UC     | septembre 2014    | Conseillère départementale de Cossé-le-Vivien (2015 → ) |

### Conseillers régionaux
Le conseil régional des Pays de la Loire compte 93 membres élus pour six ans dont 7 représentant la Mayenne (soit un de plus qu'en 2015). Dans le détail, l'union de la droite et du centre a obtenu 5 sièges, l'union à gauche avec des écologistes (« L'écologie et la gauche ensemble, solidaires et citoyennes ») 2, le Rassemblement national (« Pour une région qui vous protège ») et l'union du centre (« La Région de tous les progrès »), aucun.
| Philippe Henry *          |  | UDI         | 01 | Union au centre et à droite         | Union centriste                         |
| Samia Soultani-Vigneron * |  | LR puis DVD | 02 | Union au centre et à droite         | Aimer et agir pour les Pays de la Loire |
| Gilles Ligot              |  | DVD         | 03 | Union au centre et à droite         | Union centriste                         |
| Florence Desillière       |  | DVD         | 04 | Union au centre et à droite         | Aimer et agir pour les Pays de la Loire |
| Daniel Gendry             |  | DVD         | 05 | Union au centre et à droite         | Union centriste                         |
| Guillaume Garot           |  | PS          | 01 | Union à gauche avec des écologistes | Printemps des Pays de la Loire          |
| Solène Mesnager           |  | LÉ          | 02 | Union à gauche avec des écologistes | L'écologie ensemble                     |
| * Vice-président(e)       |  |             |    |                                     |                                         |

### Conseillers départementaux
Depuis le redécoupage cantonal de 2014, le nombre de cantons est passé de 32 à 17 avec un binôme paritaire élu dans chacun d'entre eux, soit 34 conseillers départementaux. À l'issue des élections départementales de 2015, la majorité sortante de droite et du centre est reconduite et Olivier Richefou (Union des démocrates et indépendants) est élu à la présidence du conseil départemental avec 29 voix et 5 bulletins blancs.
Le 1er juillet 2021, à la suite des élections départementales qui voient un recul assez important de la majorité de centre droit, Olivier Richefou est réélu pour un troisième mandat avec 20 voix et 14 bulletins blancs, ceux des deux groupes d'opposition. 
| Canton                        | Conseillers                 | Partis | Partis | Groupes                                  |
| ----------------------------- | --------------------------- | ------ | ------ | ---------------------------------------- |
| Bonchamp-lès-Laval            | Gwénaël Poisson             |        | DVD    | La Mayenne ensemble                      |
| Bonchamp-lès-Laval            | Sylvie Vielle               |        | DVD    | La Mayenne ensemble                      |
| Château-Gontier-sur-Mayenne-1 | Dominique de Valicourt      |        | DVD    | La Mayenne ensemble                      |
| Château-Gontier-sur-Mayenne-1 | Benoît Lion                 |        | DVD    | La Mayenne ensemble                      |
| Château-Gontier-sur-Mayenne-2 | Aurélie Mahier              |        | DVD    | La Mayenne ensemble                      |
| Château-Gontier-sur-Mayenne-2 | Vincent Saulnier            |        | UDI    | La Mayenne ensemble                      |
| Cossé-le-Vivien               | Élisabeth Doineau           |        | UDI    | Pour l'Alternative                       |
| Cossé-le-Vivien               | Christophe Langouët         |        | RE     | Pour l'Alternative                       |
| Ernée                         | Jacqueline Arcanger         |        | DVD    | La Mayenne ensemble                      |
| Ernée                         | Claude Tarlevé              |        | UDI    | La Mayenne ensemble                      |
| Évron                         | Joël Balandraud             |        | UDI    | La Mayenne ensemble                      |
| Évron                         | Sandrine Galloyer           |        | DVD    | La Mayenne ensemble                      |
| Gorron                        | Jean-Marc Allain            |        | RE     | Pour l'Alternative                       |
| Gorron                        | Françoise Duchemin          |        | RE     | Pour l'Alternative                       |
| L'Huisserie                   | Christian Briand            |        | DVG    | Pour une Mayenne écologique et solidaire |
| L'Huisserie                   | Christine Dubois            |        | DVG    | Pour une Mayenne écologique et solidaire |
| Lassay-les-Châteaux           | Magali d'Argentré           |        | DVD    | La Mayenne ensemble                      |
| Lassay-les-Châteaux           | Gérard Dujarrier            |        | DVD    | La Mayenne ensemble                      |
| Laval-1                       | Antoine Caplan              |        | PS     | Pour une Mayenne écologique et solidaire |
| Laval-1                       | Nadège Davoust              |        | LÉ     | Pour une Mayenne écologique et solidaire |
| Laval-2                       | Marie-Laure Le Mée Clavreul |        | DVG    | Pour une Mayenne écologique et solidaire |
| Laval-2                       | Antoine Leroyer             |        | LÉ     | Pour une Mayenne écologique et solidaire |
| Laval-3                       | Bruno Bertier               |        | DVG    | Pour une Mayenne écologique et solidaire |
| Laval-3                       | Camille Pétron              |        | PCF    | Pour une Mayenne écologique et solidaire |
| Loiron-Ruillé                 | Nicole Bouillon             |        | LR     | La Mayenne ensemble                      |
| Loiron-Ruillé                 | Louis Michel                |        | UDI    | La Mayenne ensemble                      |
| Mayenne                       | Stéphanie Lefoulon          |        | DVG    | Pour une Mayenne écologique et solidaire |
| Mayenne                       | Antoine Valprémit           |        | DVG    | Pour une Mayenne écologique et solidaire |
| Meslay-du-Maine               | Julie Ducoin                |        | LR     | La Mayenne ensemble                      |
| Meslay-du-Maine               | Sylvain Rousselet           |        | DVD    | La Mayenne ensemble                      |
| Saint-Berthevin               | Olivier Richefou            |        | UDI    | La Mayenne ensemble                      |
| Saint-Berthevin               | Corinne Segrétain           |        | LR     | La Mayenne ensemble                      |
| Villaines-la-Juhel            | Christelle Auregan          |        | LR     | La Mayenne ensemble                      |
| Villaines-la-Juhel            | Jean-François Sallard       |        | DVD    | La Mayenne ensemble                      |

Le 1er juillet 2021, lors de la session d'installation du conseil départemental, cinq vice-présidents et cinq vice-présidentes ont été élus.
|     | Identité            | Groupe | Attributions                                             |
| --- | ------------------- | ------ | -------------------------------------------------------- |
| 1re | Nicole Bouillon     | LME    | Administration générale, finances et ressources humaines |
| 2e  | Vincent Saulnier    | LME    | Territoires                                              |
| 3e  | Julie Ducoin        | LME    | Prévention et protection de l'enfance                    |
| 4e  | Gwénaël Poisson     | LME    | Insertion et action sociale de proximité                 |
| 5e  | Jacqueline Arcanger | LME    | Environnement et agriculture                             |
| 6e  | Gérard Dujarrier    | LME    | Sport et culture                                         |
| 7e  | Corinne Segrétain   | LME    | Autonomies                                               |
| 8e  | Joël Balandraud     | LME    | Attractivité                                             |
| 9e  | Sylvie Vielle       | LME    | Enseignement et citoyenneté                              |
| 10e | Claude Tarlevé      | LME    | Appel d'offres                                           |

Groupes politiques
Le conseil départemental de la Mayenne compte trois groupes politiques : un appartient à la majorité et deux à l'opposition. 
| Groupe                                   | Sigle | Statut     | Effectif |
| ---------------------------------------- | ----- | ---------- | -------- |
| La Mayenne ensemble                      | LME   | majorité   | 20       |
| Pour une Mayenne écologique et solidaire | MÉS   | opposition | 10       |
| Pour l'Alternative                       | PA    | opposition | 4        |

### Présidents d'intercommunalités
| Carte des intercommunalités de la Mayenne au 1er janvier 2019. |    |                         |                        |       |       |          |            |
|                                                                |    | Intercommunalité        | Président              | Parti | Parti | Élection | Population |
|                                                                | CC | Bocage Mayennais        | Bruno Lestas           |       | DVD   | 2014     | 18 356     |
|                                                                | CC | Coëvrons                | Joël Balandraud        |       | UDI   | 2014     | 26 926     |
|                                                                | CC | L'Ernée                 | Gilles Ligot           |       | DVD   | 2020     | 20 479     |
|                                                                | CA | Laval Agglomération     | Florian Bercault       |       | PS    | 2020     | 114 674    |
|                                                                | CC | Mayenne Communauté      | Jean-Pierre Le Scornet |       | PS    | 2020     | 36 697     |
|                                                                | CC | Mont des Avaloirs       | Diane Rouland          |       | SE    | 2020     | 15 590     |
|                                                                | CC | Pays de Château-Gontier | Philippe Henry         |       | UDI   | 2008     | 30 057     |
|                                                                | CC | Pays de Craon           | Christophe Langouët    |       | RE    | 2020     | 28 639     |
|                                                                | CC | Pays de Meslay-Grez     | Jacky Chauveau         |       | RE    | 2020     | 13 794     |
| Intercommunalité dont le siège est situé hors département      |    |                         |                        |       |       |          |            |
|                                                                | CC | Pays sabolien           | Daniel Chevalier       |       | LR    | 2020     | 28 355     |

Une seule commune, Bouessay, fait partie d'une intercommunalité (la communauté de communes du Pays sabolien) dont le siège est situé hors département.
Le département de la Mayenne est aussi divisé en trois pays, au sens de la loi Voynet, qui regroupent plusieurs intercommunalités :
- le Pays des Coëvrons ;
- le Pays de Haute-Mayenne ;
- le Pays de Laval.

### Maires

Carte des 240 communes de la Mayenne au 1er janvier 2022.

| Bonchamp-lès-Laval            | Gwénaël Poisson             |  | DVD | 2014 | 6 294  |
| Changé                        | Patrick Peniguel            |  | UDI | 2020 | 6 482  |
| Château-Gontier-sur-Mayenne * | Philippe Henry              |  | UDI | 2019 | 16 539 |
| Cossé-le-Vivien               | Christophe Langouët         |  | RE  | 2014 | 3 208  |
| Craon                         | Bertrand Budes de Guébriant |  | DVD | 2020 | 4 415  |
| Ernée                         | Jacqueline Arcanger         |  | DVD | 2017 | 5 511  |
| Évron                         | Joël Balandraud             |  | UDI | 2014 | 8 380  |
| L'Huisserie                   | Jean-Pierre Thiot           |  | DVD | 2020 | 4 554  |
| Laval                         | Florian Bercault            |  | PS  | 2020 | 49 474 |
| Louverné                      | Sylvie Vielle               |  | DVC | 2020 | 4 345  |
| Mayenne                       | Jean-Pierre Le Scornet      |  | PS  | 2020 | 12 854 |
| Montsûrs *                    | Benoît Quintard             |  | PS  | 2020 | 3 192  |
| Saint-Berthevin               | Yannick Borde               |  | HOR | 2003 | 7 384  |
| * Commune nouvelle            |                             |  |     |      |        |

## Résultats électoraux

### Élections présidentielles
- Élection présidentielle de 2022 :

- Élection présidentielle de 2017 :

- Élection présidentielle de 2012 :

- Élection présidentielle de 2007 :

### Élections européennes
- Élections européennes de 2019 :

### Élections législatives
| 2022 | 2022 | 2022 | 2022 | 2022 | 2022 | 2022 | 2022 | 2022 |                                                    | Guillaume Garot                                               |                                                    | Géraldine Bannier                                  |                                                    | Yannick Favennec Becot                             |                                                    |                                                    |                                                    |                                                    |                                                    |                                                    |                                                    |                                                    |                                                    |                                                    |                                                    |                                                    |
| 2017 | 2017 | 2017 | 2017 | 2017 | 2017 | 2017 | 2017 | 2017 |                                                    | Guillaume Garot                                               |                                                    | Géraldine Bannier                                  |                                                    | Yannick Favennec Becot                             |                                                    |                                                    |                                                    |                                                    |                                                    |                                                    |                                                    |                                                    |                                                    |                                                    |                                                    |                                                    |
| 2012 | 2012 | 2012 | 2012 | 2012 | 2012 | 2012 | 2012 | 2012 |                                                    | Guillaume Garot                                               |                                                    | Guillaume Chevrollier                              |                                                    | Yannick Favennec                                   |                                                    |                                                    |                                                    |                                                    |                                                    |                                                    |                                                    |                                                    |                                                    |                                                    |                                                    |                                                    |
| 2007 | 2007 | 2007 | 2007 | 2007 | 2007 | 2007 | 2007 | 2007 |                                                    | Guillaume Garot                                               |                                                    | Marc Bernier                                       |                                                    | Yannick Favennec                                   |                                                    |                                                    |                                                    |                                                    |                                                    |                                                    |                                                    |                                                    |                                                    |                                                    |                                                    |                                                    |
| 2002 | 2002 | 2002 | 2002 | 2002 | 2002 | 2002 | 2002 | 2002 |                                                    | François d'Aubert (2002-2004) Henri Houdouin (2004-2007)      |                                                    | Marc Bernier                                       |                                                    | Yannick Favennec                                   |                                                    |                                                    |                                                    |                                                    |                                                    |                                                    |                                                    |                                                    |                                                    |                                                    |                                                    |                                                    |
| 1997 | 1997 | 1997 | 1997 | 1997 | 1997 | 1997 | 1997 | 1997 |                                                    | François d'Aubert                                             |                                                    | Henri de Gastines                                  |                                                    | Roger Lestas                                       |                                                    |                                                    |                                                    |                                                    |                                                    |                                                    |                                                    |                                                    |                                                    |                                                    |                                                    |                                                    |
| 1993 | 1993 | 1993 | 1993 | 1993 | 1993 | 1993 | 1993 | 1993 |                                                    | François d'Aubert (1993-1995) Henri Houdouin (1995-1997, RPR) |                                                    | Henri de Gastines                                  |                                                    | Roger Lestas                                       |                                                    |                                                    |                                                    |                                                    |                                                    |                                                    |                                                    |                                                    |                                                    |                                                    |                                                    |                                                    |
| 1988 | 1988 | 1988 | 1988 | 1988 | 1988 | 1988 | 1988 | 1988 |                                                    | François d'Aubert                                             |                                                    | Henri de Gastines                                  |                                                    | Roger Lestas                                       |                                                    |                                                    |                                                    |                                                    |                                                    |                                                    |                                                    |                                                    |                                                    |                                                    |                                                    |                                                    |
| 1986 | 1986 | 1986 | 1986 | 1986 | 1986 | 1986 | 1986 | 1986 | Scrutin proportionnel plurinominal par département | Scrutin proportionnel plurinominal par département            | Scrutin proportionnel plurinominal par département | Scrutin proportionnel plurinominal par département | Scrutin proportionnel plurinominal par département | Scrutin proportionnel plurinominal par département | Scrutin proportionnel plurinominal par département | Scrutin proportionnel plurinominal par département | Scrutin proportionnel plurinominal par département | Scrutin proportionnel plurinominal par département | Scrutin proportionnel plurinominal par département | Scrutin proportionnel plurinominal par département | Scrutin proportionnel plurinominal par département | Scrutin proportionnel plurinominal par département | Scrutin proportionnel plurinominal par département | Scrutin proportionnel plurinominal par département | Scrutin proportionnel plurinominal par département | Scrutin proportionnel plurinominal par département |
| 1981 | 1981 | 1981 | 1981 | 1981 | 1981 | 1981 | 1981 | 1981 |                                                    | François d'Aubert                                             |                                                    | Henri de Gastines                                  |                                                    | Roger Lestas                                       |                                                    |                                                    |                                                    |                                                    |                                                    |                                                    |                                                    |                                                    |                                                    |                                                    |                                                    |                                                    |
| 1978 | 1978 | 1978 | 1978 | 1978 | 1978 | 1978 | 1978 | 1978 |                                                    | François d'Aubert                                             |                                                    | Henri de Gastines                                  |                                                    | René Boullier de Branche (✝︎ 1981)                  |                                                    |                                                    |                                                    |                                                    |                                                    |                                                    |                                                    |                                                    |                                                    |                                                    |                                                    |                                                    |
| 1973 | 1973 | 1973 | 1973 | 1973 | 1973 | 1973 | 1973 | 1973 |                                                    | Pierre Buron                                                  |                                                    | Henri de Gastines                                  |                                                    | Bertrand Denis                                     |                                                    |                                                    |                                                    |                                                    |                                                    |                                                    |                                                    |                                                    |                                                    |                                                    |                                                    |                                                    |
| 1968 | 1968 | 1968 | 1968 | 1968 | 1968 | 1968 | 1968 | 1968 |                                                    | Pierre Buron                                                  |                                                    | Henri de Gastines                                  |                                                    | Bertrand Denis                                     |                                                    |                                                    |                                                    |                                                    |                                                    |                                                    |                                                    |                                                    |                                                    |                                                    |                                                    |                                                    |
| 1967 | 1967 | 1967 | 1967 | 1967 | 1967 | 1967 | 1967 | 1967 |                                                    | Pierre Buron                                                  |                                                    | Louis Fourmond                                     |                                                    | Bertrand Denis                                     |                                                    |                                                    |                                                    |                                                    |                                                    |                                                    |                                                    |                                                    |                                                    |                                                    |                                                    |                                                    |
| 1962 | 1962 | 1962 | 1962 | 1962 | 1962 | 1962 | 1962 | 1962 |                                                    | André Davoust                                                 |                                                    | Louis Fourmond                                     |                                                    | Bertrand Denis                                     |                                                    |                                                    |                                                    |                                                    |                                                    |                                                    |                                                    |                                                    |                                                    |                                                    |                                                    |                                                    |
| 1958 | 1958 | 1958 | 1958 | 1958 | 1958 | 1958 | 1958 | 1958 |                                                    | André Davoust                                                 |                                                    | Louis Fourmond                                     |                                                    | Bertrand Denis                                     |                                                    |                                                    |                                                    |                                                    |                                                    |                                                    |                                                    |                                                    |                                                    |                                                    |                                                    |                                                    |

### Élections régionales
- Élections régionales de 2021 :

- Élections régionales de 2015 :

- Élections régionales de 2010 :

- Élections régionales de 2004 :

- Élections régionales de 1998 :

### Élections cantonales et départementales
|                                      |       |       |      |                                         |
| Président du conseil départemental   |       |       |      |                                         |
| Olivier Richefou (UDI)               |       |       |      |                                         |
| Parti                                | Sigle | Sigle | Élus | Groupes                                 |
| Majorité (20 sièges)                 |       |       |      |                                         |
| Divers droite                        |       | DVD   | 11   | La Mayenne ensemble                     |
| Union des démocrates et indépendants |       | UDI   | 5    | La Mayenne ensemble                     |
| Les Républicains                     |       | LR    | 4    | La Mayenne ensemble                     |
| Opposition (14 sièges)               |       |       |      |                                         |
| Divers gauche                        |       | DVG   | 6    | Pour la Mayenne écologique et solidaire |
| Les Écologistes                      |       | LÉ    | 2    | Pour la Mayenne écologique et solidaire |
| Parti socialiste                     |       | PS    | 1    | Pour la Mayenne écologique et solidaire |
| Parti communiste français            |       | PCF   | 1    | Pour la Mayenne écologique et solidaire |
| Renaissance                          |       | RE    | 3    | Pour l’Alternative                      |
| Union des démocrates et indépendants |       | UDI   | 1    | Pour l’Alternative                      |

### Élections municipales
| Commune                     | Parti (2020) | Parti (2014) | Parti (2008) | Parti (2001) | Parti (1995) | Parti (1989) | Parti (1983) | Parti (1977) |
| --------------------------- | ------------ | ------------ | ------------ | ------------ | ------------ | ------------ | ------------ | ------------ |
| Bonchamp-lès-Laval          | DVD          | DVD          | DVD          | RPR          | RPR          | RPR          | RPR          | RPR          |
| Changé                      | UDI          | UDI          | UDI          | DVD          | DVD          | DVD          | DVD          | DVD          |
| Château-Gontier-sur-Mayenne | UDI          | UDI          |              |              |              |              |              |              |
| Ernée                       | DVD          | DVD          | DVD          | DVD          | DVD          | UDF          | UDF          | CDS          |
| Évron                       | UDI          | UDI          | DVG          | RPR          | RPR          | DVD          | DVD          | DVD          |
| Laval                       | PS           | UDI          | PS           | DL           | UDF          | PS           | PS           | PS           |
| Mayenne                     | PS           | DVG → LREM   | DVG          | PS           | PS           | PS           | PS           | PS           |
| Saint-Berthevin             | HOR          | UDI          | DVD          | DVD          | PS           | UDF          | UDF          | PR           |